# RESULT
『RESULT』（リザルト）は、清木場俊介の通算12枚目のスタジオ・アルバム。2024年3月20日にUTAIYA RECORDS UNITEDより発売された。

## 概要
前作『CHANGE』より約4年ぶり且つ、「UTAIYA RECORDS UNITED」から2枚目のオリジナル・アルバム。
配信限定でリリースされた「HANGOUT」「Rain」「Butterfly」のほかにBIRTHライブなどで披露された楽曲含む15曲が収録された。今回は初回限定版は無いが、期間限定でアルバムの予約販売購入者には、特典として収録曲「CRAZY JET」のMV視聴チケットが封入されている。

## 収録曲
| 全作詞: 清木場俊介。 |                     |            |                         |      |
| #                    | タイトル            | 作詞       | 作曲                    | 時間 |
| 1.                   | 「GET BACK」        | 清木場俊介 | 清木場俊介              | 4:08 |
| 2.                   | 「Smile」           | 清木場俊介 | 清木場俊介              | 4:15 |
| 3.                   | 「Be Yourself」     | 清木場俊介 | 清木場俊介              | 3:48 |
| 4.                   | 「明日へ向かって」  | 清木場俊介 | 清木場俊介              | 4:00 |
| 5.                   | 「Flap」            | 清木場俊介 | 清木場俊介              | 4:19 |
| 6.                   | 「木漏れ日の中で」  | 清木場俊介 | 清木場俊介              | 5:32 |
| 7.                   | 「君だけに・・・」  | 清木場俊介 | 西広ショータ            | 4:54 |
| 8.                   | 「Rain」            | 清木場俊介 | 清木場俊介              | 5:37 |
| 9.                   | 「Butterfly」       | 清木場俊介 | 清木場俊介              | 4:13 |
| 10.                  | 「Suicide」         | 清木場俊介 | 清木場俊介              | 4:55 |
| 11.                  | 「Plague God」      | 清木場俊介 | 清木場俊介              | 4:08 |
| 12.                  | 「月を見上げて」    | 清木場俊介 | 清木場俊介              | 4:40 |
| 13.                  | 「You go your way」 | 清木場俊介 | 西広ショータ            | 4:43 |
| 14.                  | 「HANGOUT」         | 清木場俊介 | 清木場俊介 西広ショータ | 5:02 |
| 15.                  | 「CRAZY JET」       | 清木場俊介 | 西広ショータ            | 2:09 |
| 合計時間:            | 合計時間:           | 合計時間:  | 66:23                   |      |

## 曲解説
1. GET BACK
前回のツアーのオープニング曲だった曲にメロディーと歌詞を入れたらファンの人も「GET BACK」ツアーの懐かしさと変化を楽しんでもれえるかなと思って作った[2]。
2. Smile
この曲からアルバム制作がスタートした。自分自身この曲の世界観が今までなかった曲調なのでアルバムを作るうえでヒントになった曲[2]。
3. Be Yourself
4. 明日へ向かって
休日海に行く途中に歌詞がふと浮かび上がった曲。オフの日だからこそできた曲[2]。
5. Flap
仲間（ファン）に向けて書いた曲。今もこうして唄える幸せを仲間のみんなと共有してきた結果としてできた曲[2]。
6. 木漏れ日の中で
7. 君だけに…
8. Rain
配信限定シングル
9. Butterfly
配信限定シングル
10. Suicide
生きるか？死ぬか？と云うのは生まれてからずっと感じているテーマ。本人自身もふと死のうかなという気持ちが降りたそう。
11. Plague God
フィクションではない。久しぶりに清木場がブチ切れて絶対に曲にして忘れないように残しとこう！というリアルな所を書いた。
12. 月を見上げて
13. You go your way
14. HANGOUT
配信限定シングル
15. CRAZY JET